# Острожский, Константин Иванович

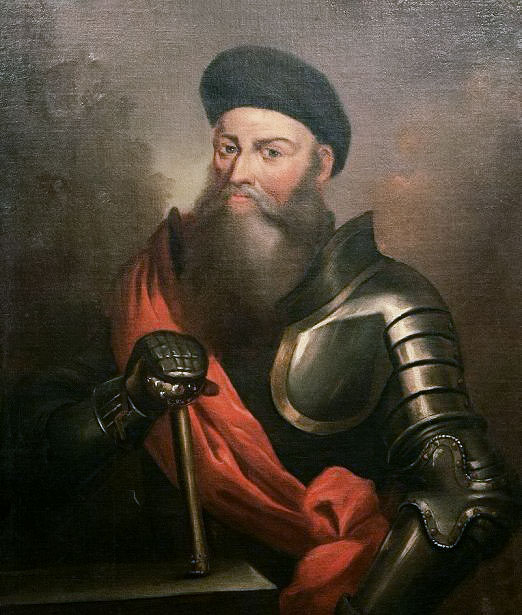
Портрет Константина Ивановича Острожского

Князь Константи́н Ива́нович Остро́жский (2 марта 1460 — 11 сентября 1530, Туров, Великое княжество Литовское) — западнорусский военный и государственный деятель Великого княжества Литовского из православного рода Острожских, староста брацлавский, винницкий и звенигородский (1497—1500, 1507—1516, 1518—1530), староста луцкий и маршалок Волынской земли (1507—1522), каштелян виленский (1511—1522), воевода трокский (1522—1530), гетман великий литовский (1497—1500, 1507—1530). Почитается в Православной церкви Украины.

## Биография

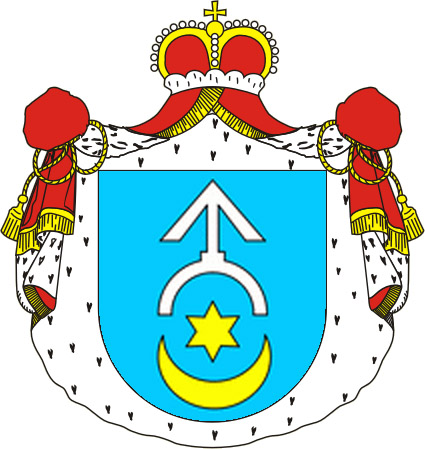
Герб князей Острожских

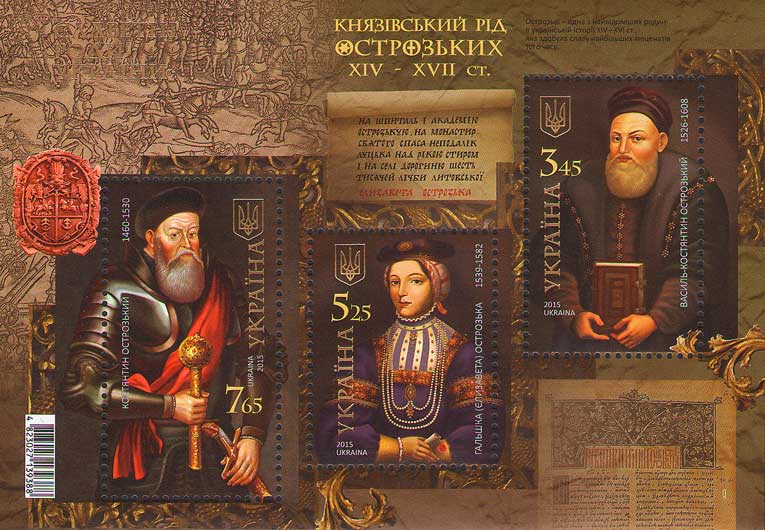
Марка Украины «Княжеский род Острожских XIV—XVII ст.». Константин Острожский, Эльжбета (Гальша) Острожская, Константин (Василий) Острожский. 2015 г.

Князь Константин Иванович родился в 1460 году и рано лишился родителей. О его отце, князе Иване Васильевиче, сохранилось мало сведений. Известно лишь, что он неоднократно сражался с татарами и увеличивал свои владения покупкой новых поместий. Константин Иванович — внук Василия Фёдоровича Острожского и правнук святого Феодосия, в миру Фёдора Даниловича Острожского.
Константин Иванович получил воспитание под руководством отцовских бояр, а также старшего своего брата — Михаила. В 1486 году братья Острожские жили в Вильне при дворе великого князя литовского Казимира, где они вращались в высшем кругу волынских панов — Гойского, князя Четвертинского, Хрептовича и других. В то же время князья Острожские начали приучаться и к государственным делам, поступив в свиту великого князя и сопровождая его в переездах.
В 1491 году князь Константин Иванович уже исполнял довольно важные поручения и пользовался доверием Великого князя Литовского. Вероятно, что уже тогда он успел выдвинуться из среды многочисленных волынских князей и панов, чему немало могло способствовать богатство и родовые связи. На возвышение князя Константина Ивановича большое влияние оказали и его личные заслуги, его военный талант и опыт. Последние он приобрёл и проявил в борьбе с татарами: летописи упоминают о 60-ти сражениях, в которых он остался победителем. Впрочем, источниками подтверждаются только пять битв, в которых командовал Острожский (две из них были разгромными поражениями).
Гетман литовский Петр Янович Белый, будучи при смерти, указал великому князю Александру на Константина Острожского как на своего преемника. В 1497 году, в 37 лет, Константин стал гетманом великим литовским. Кроме того, новый гетман получил ряд земельных пожалований, что сразу сделало его, и без того богатого, самым крупным землевладельцем на Волыни.

### Русско-литовская война (1500—1503) и плен
В 1500 году началась война с Русским государством. Несмотря на то, что руководство Великого княжества Литовского прибегло к найму иностранцев, войска, достаточно сильного для успешного сопротивления русским силам, собрать не удалось. Во главе литовской армии был поставлен князь Константин Иванович. Между тем русские войска двумя отрядами вторглись в литовские области. Главные силы направились на Северскую область и, последовательно занимая города, дошли до Новгорода-Северского, второй же отряд под предводительством боярина Юрия Захарьина направился к Смоленску, заняв по пути Дорогобуж.
Подкрепив в Смоленске своё войско местным гарнизоном с энергичным воеводой Кишкой во главе, князь Константин Иванович двинулся навстречу Захарьину к Дорогобужу, решив во что бы то ни стало задержать наступление. 14 июля неприятели сошлись у реки Ведроши. Многочисленное литовское войско было разбито наголову русским войском во главе с князем Даниилом Васильевичем Щеней. Острожский вместе со многими литовскими военачальниками попал в плен. Русские воеводы сразу выделили Острожского из других знатных пленников: он был отвезён в Москву, откуда его вскоре сослали в Вологду.

### Служба в Москве и бегство
В 1506 году через посредство вологодского духовенства (по Карамзину — под угрозой темницы) князь согласился служить русскому государю. Тотчас же ему был дан сан боярина, а 18 октября 1506 года он принёс присягу Василию III, утверждённую поручительством митрополита Симона. Но уже в следующем году князь эту присягу нарушил. Под благовидным предлогом осмотра вверенных ему войск Острожский выехал из Москвы, приблизился к русско-литовской границе и через густые леса в сентябре 1507 года сбежал в Великое княжество Литовское.
Возвращение князя Константина Ивановича совпало по времени с известным процессом Глинских, так что великий князь не мог сразу заняться устройством дел своего любимца. Но в самом непродолжительном времени ему были возвращены его прежние старостства (Брацлав, Винница, Звенигород), дана важная в Литве должность старосты луцкого и маршалка волынской земли, благодаря чему Острожский сделался главным военным и гражданским начальником всей Волыни, а 26 ноября снова был утверждён как гетман.

### Русско-литовская война (1507—1508)

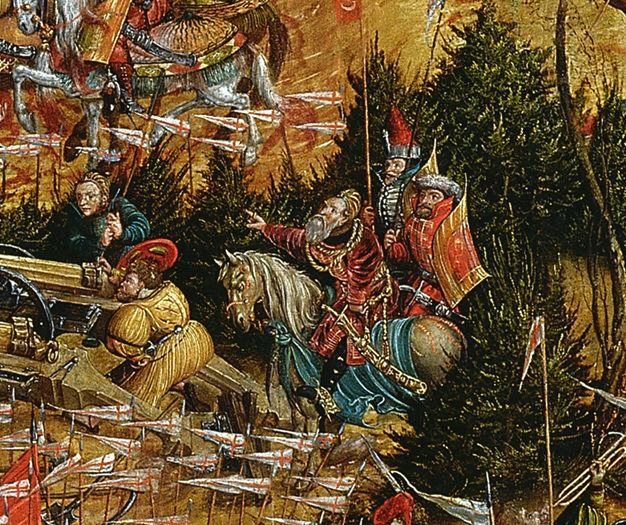
Константин Острожский в битве под Оршей. Картина XVI века неизвестного художника.

В 1508 году, когда снова началась война с Русским государством, Острожский был вызван из Острога, где он приводил в порядок имущественные дела, и поставлен во главе войска. Отсюда он двинулся через Минск к Борисову и Орше, которую осаждали русские воеводы. При приближении Острожского к Орше русское войско сняло осаду. Литовское войско по пятам следовало за уходившим неприятелем и, наконец, остановилось в Смоленске, откуда сначала было решено послать Острожского и Кишку с отдельными отрядами в русские области, но выполнение этого плана было на время отсрочено и благоприятный момент утерян.
Только через некоторое время князь Константин Иванович двинулся на город Белый, взял его, занял Торопец и Дорогобуж и сильно опустошил окружающую область. Впрочем, в сентябре 1508 года Д. В. Щеня вернул захваченные К.Острожским города в подданство русскому государю.
8 октября 1508 года был заключён мир между Русским государством и Великим княжеством Литовским. Князь Константин Иванович снова получил несколько крупных наград. Вскоре по заключении мира с Москвой татары снова сделали большой набег, и Острожскому пришлось выступить против них. Татары были разбиты под Острогом.
Константин Иванович занялся устройством своих хозяйственных дел, так как во время войны с Москвой ему очень часто приходилось снаряжать войска и на свои деньги. К этому же времени относится и женитьба его на княжне Татьяне Семёновне Гольшанской.
22 июня 1511 года король Сигизмунд в Бресте выдал князю Константину Острожскому грамоту, согласно которой ему разрешалось восстановить православную общину в опекаемом им монастыре св. Николая в Жидичине.
Новый набег татар заставил Острожского поехать в Луцк для приготовления обороны, но собрать он успел только 6 тысяч человек, и с этими небольшими силами ему удалось одержать победу над татарским отрядом при Вишневце. В награду за заслуги князя Константина Ивановича в борьбе с Москвой и татарами великий князь издал универсал о назначении его паном виленским, что для князя Острожского имело очень важное значение: он вошёл в круг высшей литовской знати и с этого времени был уже не только волынским, но и литовским вельможей.

### Русско-литовская война (1512—1522)
После Вишневецкого погрома татары направили свои набеги на окраины Русского государства. Такое поведение своих прежних союзников русское правительство объяснило происками Литвы и, объявив ей снова войну, двинуло в декабре 1512 года к Смоленску большое войско, но после неудачной осады это войско вынуждено было вернуться обратно. Не имела успеха и вторая осада в следующем году. Наконец в 1514 году Смоленск был осаждён в третий раз и взят, русское войско стало подвигаться вглубь Литвы, захватывая по пути города. Навстречу ему двинулся князь Острожский с польско-литовским войском.
8 сентября 1514 года произошла Битва под Оршей. Пользуясь отсутствием у противника пехоты и артиллерии, Острожский разбил русские войска. В этом сражении русские потеряли около двух тысяч убитыми и пленными. Но Острожский не мог взять Смоленск и вернул обратно лишь занятые Москвой пограничные крепости. По возвращении в Литву он был награждён Сигизмундом небывалой до того наградой: 3 декабря Константин Иванович был почтён торжественным триумфом. Более того, 30 ноября 1514 года король Сигизмунд выдал грамоту «вельможному (magnifico) Константину Ивановичу князю Острожскому, Каштеляну Виленскому, гетману В. К. Л., Старосте Луцкому, Брацлавскому и Винницкому и маршалку Волынской земли» с разрешением возвести две православные церкви в Вильно — во имя Святой Троицы и во имя Святого Николая.
Летом 1516 года снова появились татары, производя большие опустошения, но лишь только разнеслись слухи о сборе войска Константином Острожским, татары тотчас же ушли. С июня 1517 года в Москве шли мирные переговоры, но 12 ноября были прерваны и начались новые военные действия. Осенью 1517 года Острожский выступил с войском из Полоцка в псковскую землю, но после неудачного штурма Опочки был наголову разбит войском Фёдора Телепнева-Оболенского и Ивана Ляцкого и бежал назад в Литву, оставив под Опочкой артиллерию и обоз.
В 1519 году на Литву совершил поход калга Бахадыр Герай во главе крымского войска и опустошил земли: львовскую, белзкую и люблинскую. Захватив богатую добычу и уводя множество пленных, крымчаки стали возвращаться обратно. На берегах Буга, у города Соколя их настиг князь Константин Иванович Острожский с войском, собранным на Волыни, и со вспомогательным польским отрядом. Принимая во внимание силы врагов и условия местности, он решился ожидать подкрепления. Однако поляки, упрекая его в трусости, самовольно начали битву, причём, попали во время атаки на развалины сожженного татарами местечка и расстроили свои ряды. Несмотря на все усилия кн. Острожского, татары нанесли его отряду весьма чувствительное поражение и ушли домой с добычею. В битве под Сокалем 2 августа 1519 года погибло более 1200 рыцарей, в том числе много знатных польских панов. Положение Литвы ухудшилось ещё тем, что у неё оказался, кроме Москвы и татар, ещё третий враг — магистр Ливонского ордена. Неудачный ход войны принудил Великое княжество Литовское смириться с потерей Смоленска, а также других земель.
25 марта 1522 года король Сигизмунд I назначил Константина Острожского воеводой Трокским.
В начале 1527 года, по приказу султана, отряд перекопской орды в 26 000 ворвался в Польшу и опустошил воеводства белзское и люблинское, а затем возвращался в Крым через Волынь и Киевскую землю. В погоню за татарами отправился кн. Константин Иванович Острожский и настиг их на берегу р. Ольшаницы между Каневом и Черкасами. Татары расположились здесь на ночлег. Константин Острожский напал на них врасплох 5 февраля 1527 года и нанёс им решительное поражение. В битве под Ольшаницей была захвачена вся добыча татар, до 40 000 пленных было освобождено. Около 700 татар попало в плен, остальные погибли в битве или были перебиты во время бегства. Михалон Литвин в своем трактате «О нравах татар, литовцев и москвитян» (1550) отмечал следующее: «5 февраля 1527 года, на полях у речки Ольшаницы вблизи Черкас, мы перебили 25 000 перекопских татар, хотя войско наше состояло только из 3,500 человек».
В «Переписи войска Великого княжества Литовского» от 8 мая 1528 года записано: 
«Князь Костантын, воевода троцкий, со всих именей своих маеть ставити ку службе земской коней чотырыста двадцать шесть коней».

### Отход от военных дел
С этого времени Константин Иванович посвятил себя исключительно хозяйственной деятельности, которая играла значительную роль в его жизни. Все свободные деньги он расходовал на покупку новых владений. Громадные земельные владения Острожского вместе с многочисленными королевскими «наданьями» требовали большого труда и хлопот по управлению ими. Константин Иванович освобождал свои имения от королевских податей, строил им церкви, не давал их в обиду соседним панам. Такая мягкость и миролюбие снискали Константину Ивановичу общее расположение и высоко поднимали его престиж среди православного населения. Даже подданные других богатых вельмож бежали во владения Острожского и добровольно не соглашались возвращаться от него к своим прежним владельцам.
В 1518 году умерла бабка жены Острожского, Мария Равенская, и всё её состояние, за отсутствием прямых наследников, перешло к Константину Ивановичу, который около этого времени был назначен на должность воеводы трокского. В начале июля 1522 года умерла первая жена князя Константина Ивановича, княгиня Татьяна Семёновна, оставив ему малолетнего сына Илью. В том же году Острожский вступил во второй брак с княжной Александрой Семёновной из рода Олькевичей-Слуцких, от которого у него родился второй сын — Василий-Константин.
Возвышение князя Острожского, бывшее отчасти следствием усиления русской партии, не могло не сопровождаться постепенным усилением православного элемента и православной церкви в Литве, тем более, что сам Константин Иванович, будучи верным и преданным сыном своей церкви и всегда ограждая интересы православия, имел таких друзей и сотрудников, как королева польская и великая княгиня литовская Елена Ивановна, митрополит Иосиф Солтан и Александр Ходкевич. Целый ряд «наданий», ходатайств в пользу церквей и монастырей, труды в пользу внутреннего распорядка жизни церковной и внешне-юридического её положения сосредоточивают в личности Острожского все интересы того времени, все симпатичные стороны тогдашнего православного общества и его членов. Важнейшие перемены в церкви связывались с его именем; милости к православным, по заявлению самого короля, делались ради Константина Ивановича, который, рассчитывая на благосклонность короля и его расположение к нему, являлся ходатаем перед правительством за православную церковь Благодаря его хлопотам, просьбам, ходатайствам было твердо установлено юридическое положение православной церкви в Литве, до него находившейся в весьма неопределённом положении. При его содействии были приняты и отчасти осуществлены меры к поднятию нравственного и духовного уровня православной массы, тем более, что католичество, не имевшее тогда рьяных деятелей, относилось к православию равнодушно; благодаря ему же было определено положение епископов и соборян и много сделано по устроению патронатства — спорного вопроса между епископами и панами из-за вмешательства светских лиц в церковные дела. Дружба Константина Ивановича с митрополитами, епископами и православными благочестивыми панами много содействовала поднятию материального благосостояния церкви.
Но если главную долю своего влияния Константин Иванович употреблял на пользу церкви, то всё таки он не забывал и других интересов православного населения в Литве. Как носитель коренных принципов и исторических традиций, Острожский сделался центром, вокруг которого дружно группировались все сильные православные магнатские роды Беларуси и Волыни: кн. Вишневецкие, Сангушки, Дубровицкие, Мстиславский, Дашковы, Солтаны, Гулевичи и др.

### Личная жизнь
О личной жизни Острожского известия очень скудны. Насколько можно судить о частной жизни Константина Ивановича по отрывочным сведениям, дошедшим до нас, она отличалась удивительной скромностью; «светлицы» с деревянными и некрашенными полами, изразцовые печи, окна, «глиняные усы», иногда «паперовые» и «полотняные, насмоливанные» лавки — вот и всё внутреннее убранство дома могущественнейшего и богатейшего вельможи в Литве. Есть данные предполагать, что и частная жизнь князя Острожского вполне соответствовала обстановке его дома.
И самое последнее дело Константина Ивановича было направлено на пользу родного народа: пользуясь расположением короля, он выпросил у него освобождение Луцка, ввиду татарского опустошения, на 10 лет от платы господарских податей и на 5 лет от платы старостинских. Неизвестно точно, какое участие князь Острожский принимал в составлении и издании Литовского Статута, но он радостно приветствовал это событие. Возобновил Пречистенский собор в Вильне, основал там Троицкую церковь, а также, возможно, Михайловскую церковь в Сынковичах.

### Семья
Константин Иванович Острожский был дважды женат. Его первой женой в 1509 году стала княгиня Татьяна Семёновна Гольшанская (ум. 1522), дочь старосты луцкого и маршалка Волынской земли князя Семена Юрьевича Гольшанского (ум. 1505) и Анастасии Семёновны Збаражской. Сын — Илья Константинович Острожский (1510—1539), наместник винницкий, брацлавский и звенигородский (1530—1539).
В 1522 году Константин Острожский вторично женился на княжне Александре Семёновне Слуцкой (ум. после 1556), дочери князя Семёна Михайловича Слуцкого (1481—1503). Сын — Константин Константинович Острожский (1526—1608), староста владимирский и маршалок Волынской земли (1550—1608), воевода киевский (1559—1608).

## Память
1 июня 2013 улица Краснодонцев в Луцке переименована в улицу Князей Острожских
26 ноября 2015 года улица «XXV партсъезда» в Днепре была переименована в улицу Князя Константина Острожского
В 2016 году в Житомире улицу Шелешкова переименовали в улицу Князей Острожских
В 2016 году в Кременчуге улицу Блюхера переименовали в улицу Константина Острожского
В 2017 году именем «Великого Гетьмана Константина Острожского» было названо многонациональное подразделение Литовско-польско-украинской бригады
С 2018 года имя князя Константина Острожского носит 30-я отдельная механизированная бригада ВСУ
8 сентября 2022 Киевский городской совет улицу Московскую переименовал в улицу Князей Острожских
22 декабря 2022 в Черкассах переулок Гвардейский переименовали в переулок Князей Острожских

## Надгробие

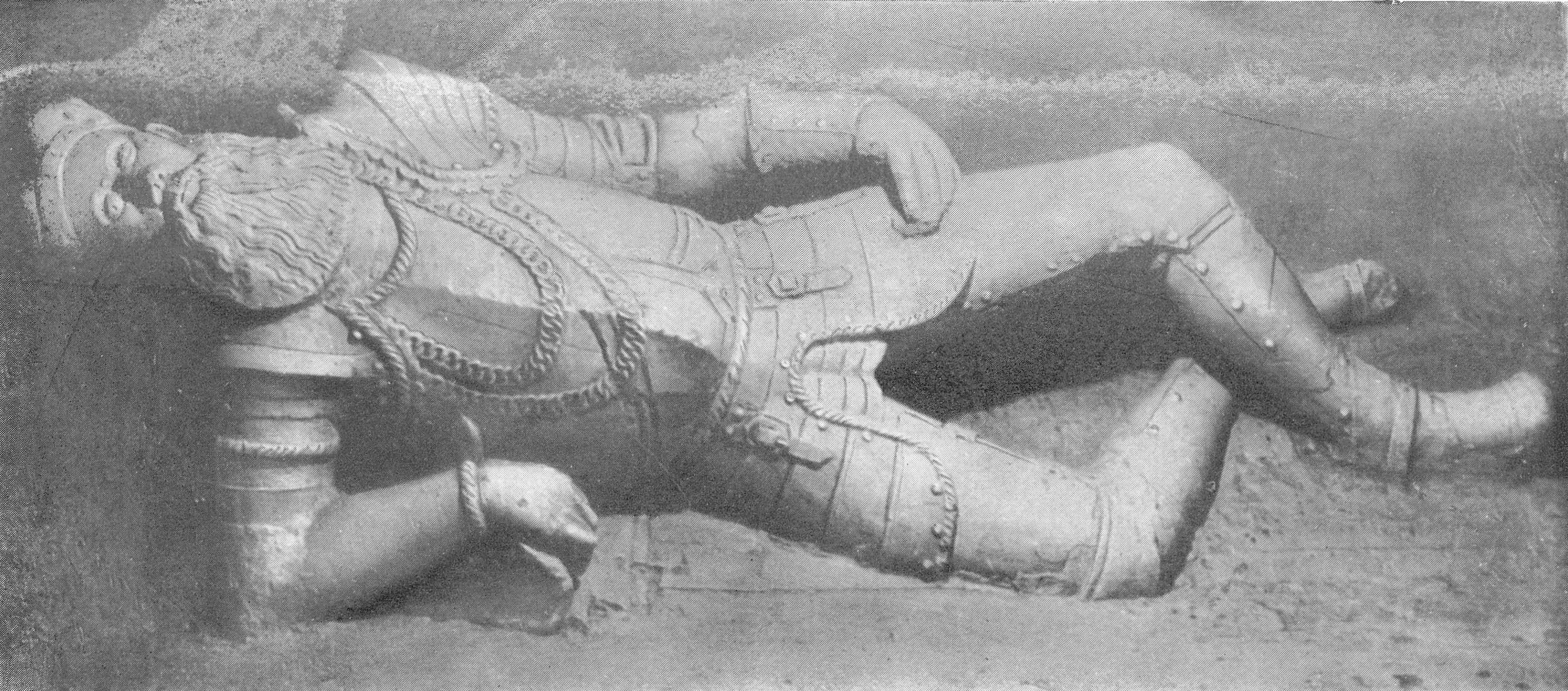
Фрагмент надгробия 1579 года, утраченного в 1941 году

Князь Константин был похоронен в Успенском соборе Киево-Печерского монастыря, где его сын в 1579 г. поставил над его могилой пышный надгробный памятник. Печерский монах Афанасий Калнофойский в своей книге «Тератургима» (Киев, 1638) выписал надгробные эпитафии фундаторов обители. В разделе 12 есть эпитафия князя Константина Острожского:
Константин Ивановичь, князь Острожский, воевода Троцкий, гетман великого княжества Литовского, после многих побед сраженный смертию, здесь похоронен. 1533 года по Р. X., имел 70 лет отроду. Побед им одержано 63. Одержавши над татарами шестьдесят три победы, украшенные кpовию, присоединивши Рось, Днепр, Ольшанку, он кроме сего основал много замков, много монастырей, много св. церквей как в княжестве Острожском, так и в столичном городе вел. кн. Лит. Вильне; щедро одарил храм Пречистой Богородицы Печерской, в котором после смерти и был положен. Основал для убогих госпитали, для детей школы, для людей рыцарских оставил в Марсовой Академии копья с саблями. Напиши с приятностию: Русскому Сципиону, Константину Ивановичу Острожскому, Гетману вел. Княжества Литовского — да будет все это надгробием.